# Springhare
Springhare (Pedetes capensis) är en gnagare som lever i torra områden i Afrika. I sitt yttre liknar djuret ett hardjur men den tillhör gruppen gnagare.
Under största delen av 1900-talet räknades alla populationer av springharar till samma art inom släktet Pedetes som är ensam i familjen Pedetidae. Följande artikel beskriver springharar enligt denna systematik. En molekylärgenetisk studie från 1997 visade däremot att springharar bör delas i två arter, Pedetes capensis och Pedetes surdaster. IUCN och Mammal Species of the World (2005) följer redan den nya taxonomin med två arter. Familjen Pedetidae brukade räknas till de ekorrartade gnagarna, men räknas numera oftast till Anomaluromorpha.

## Utseende
Springharen kan beskrivas som en blandning mellan hare och känguru. Den har långa kraftiga bakre extremiteter och korta främre extremiteter. Liksom kängurun hoppar den med uppriktad kropp på sina bakre extremiteter utan att sätta händerna på marken. På så sätt gör den ibland nio meter långa hopp.
Springharens kroppslängd ligger vid 40 centimeter och därtill kommer en lika lång yvig svans. Vikten ligger mellan tre och fyra kilogram. Beroende på utbredningsområde är kroppens ovansida sandfärgade, brun eller rödaktig och undersidan vitaktig. Svansens spets har en svart färg.
Djuret har ett kort huvud som sitter på en robust hals. Öronen är förstorade och når ibland 9 centimeters längd. Springharen har vid de främre extremiteter 5 och vid de bakre extremiteter 4 tår som är utrustade med klor. De främre klorna är skarpa och används för att gräva. De bakre klorna grövre och liknar hovar.

## Utbredning och habitat
Det finns två från varandra skilda populationer. Den första i östra Afrika från centrala Kenya till centrala Tanzania. Den andra populationen hittas från södra Kongo-Kinshasa till centrala Moçambique och till södra Sydafrika. Habitatet varierar men jordmånen får aldrig vara fast så att djuret kan gräva boet. Springharar är till exempel vanliga i stäpper och på jordbruksmark.

## Levnadssätt
Djuret skapar tunnelsystem som i genomsnitt har en längd på 42 meter och som vanligen ligger 80 cm under markytan. Ett bo används av ett par och gångarna har ungefär en diameter på 20 cm. Det genomsnittliga antalet ingångar till ett bo är 9,3. Öppningarna ligger företrädesvis i skyddet av träd eller buskar.
Springharen är aktiv på natten och sover på dagen i sitt bo. Den hittar sin föda som består av gräs, örter och rötter vanligen i boets närhet. Rötter och rotfrukter grävs vanligen fram ur marken. Under tider med svält äter den även insekter. Vanligen vistas djuret i boets närhet så att den med några hopp når en ingång om en fiende skulle visa sig. Oftast vistas springharen i 25 till 250 meters avstånd från boet. Under särskilt torra tider med näringsbrist har djuret möjlighet att röra sig 40 km för att komma till mer gynnande regioner.
Springharen har inga fasta parningstider. Vanligen föds bara en unge åt gången. Tvillingfödelser utgör bara 1 % av alla födelser. Honor har förmåga att para sig fyra gånger per år. Ungdjuret dias cirka 50 dagar och sedan lämnar den boet för första gången. Livslängden i naturen överstiger sällan sju år. Individer i fångenskap blev upp till 19 år gamla.

## Systematik
Springharens ställning i systematiken var länge en gåta. Till en början betraktades den som en särskilt stor och avvikande springråtta. Sedan flyttades arten mellan olika taxonomiska grupper, bland annat i jordpiggsvinens närhet. Med hjälp av molekylärgenetiska undersökningar blev det känt att springharen utgör systergruppen till taggsvansekorrar, trots att de efter utseende inte liknar varandra. Tillsammans listas de i underordningen Anomaluromorpha, men hur gruppen är relaterat till de andra gnagarna är okänt.

## Fossil
Arten är den sista medlemmen i en artrik grupp. De äldsta fossil finns från miocen och räknas till de utdöda släktena Parapedetes, Megapedetes och Diatomys. Sedan pliocen är bara arter från släktet Pedetes kända. Fossil från springhare har inte bara hittats i Afrika utan även i Asien (Israel, Saudiarabien, Turkiet).

## Springhare och människor
Djuret vistas ibland på människans jordbruksmark för att leta efter föda. I vissa regioner som till exempel Botswana orsakar springharar upp till 15 procent skada på grödan. Trots att utbredningsområdet är uppdelat i flera regioner bedöms populationen som stabil. Den listades en tid av IUCN som sårbar men sedan 2004 räknas arten som livskraftig (least concern).